# FAIRY TAIL ゼレフ覚醒
『FAIRY TAIL ゼレフ覚醒』（フェアリーテイル ゼレフかくせい）は、2012年3月22日にコナミデジタルエンタテインメントから発売されたPlayStation Portable用ゲーム。

## ストーリー
本作は、真島ヒロの漫画作品『FAIRY TAIL』のうち、「ニルヴァーナ編」「エドラス編」「天狼島編」の三つのストーリーに、ゲームオリジナルストーリーを加えた合計四つのストーリーから成り立っている。
ニルヴァーナ編
恐ろしき魔法「ニルヴァーナ」を手に入れようとする、闇ギルドの最大勢力「バラム同盟」を構成する三つのギルドの内の一つ「六魔将軍（オラシオンセイス）」。その野望を打ち砕くために、「妖精の尻尾」、「蛇姫の鱗」、「青い天馬」、「化猫の宿」の四つのギルドが連合を組み、恐るべき闇ギルドに挑む。
エドラス編
異世界「エドラス」にマグノリアの町が吸い込まれてしまった。残されたごく僅かなメンバー達が、奪われたメンバーを取り戻すためにエドラスの軍勢と死闘を繰り広げる。
天狼島編
「妖精の尻尾」の年に一度の恒例行事、「S級魔導士昇格試験」が行われる。しかし、試験の最中に、会場となっている天狼島に、最強の闇ギルド「悪魔の心臓」が乗り込んで来た。彼らの目的は、魔法史上最凶の黒魔導士・ゼレフの捕獲だという。二つのギルドの争いの中、ついに「妖精の尻尾」の聖地でゼレフが目覚めてしまう。
ゲームオリジナルストーリー
「ギルドの魔導士が巨大な魔物にさらわれる」という事件が相次いで起きていた。「妖精の尻尾」のメンバーも早速調査を開始するが、行く先々で謎の少女に出会い、事件を深追いしないよう忠告される。

## 登場人物

### 妖精の尻尾
ナツ・ドラグニル
声 - 柿原徹也
本作の主人公。炎を自在に操る魔導士で「火竜（サラマンダー）」の異名を持つ「火の滅竜魔導士（ドラゴンスレイヤー）」。
ハッピー
声 - 釘宮理恵
ナツのパートナーのエクシードで、「翼（エーラ）」という魔法を使って、空を飛ぶことができる。
ルーシィ・ハートフィリア
声 - 平野綾
星霊魔導士で、星霊の鍵を使い、異世界の星霊を呼び出すことができる。
特殊装備で発動する魔法を変えることができる（最大4つ）。
グレイ・フルバスター
声 - 中村悠一
氷の造形魔導士で、氷を様々な形に変えて武器にする、氷の造形魔法を使う。
エルザ・スカーレット
声 - 大原さやか
「妖精の尻尾」最強の女魔導士で、「妖精女王（ティターニア）」の異名を持つ。「換装」により自身の装備品を一瞬で変化させる「騎士」という魔法を使う。
特殊装備で発動する魔法を変えることができる（最大4つ）。
ウェンディ・マーベル
声 - 佐藤聡美
「化猫の宿」から移籍してきた「天空の滅竜魔導士（ドラゴンスレイヤー）」。
シャルル
声 - 堀江由衣
ウェンディのパートナーのエクシードで、同じく「化猫の宿」から移籍してきた。予知能力を持っている。
ガジル・レッドフォックス
声 - 羽多野渉
「幽鬼の支配者」から移籍してきた「鉄の滅竜魔導士（ドラゴンスレイヤー）」で、「鉄竜」の異名を持つ。
パンサーリリー
声 - 東地宏樹
ガジルのパートナーのエクシードで、エドラス王国軍時代は第一魔戦部隊隊長を務めていた。普段はハッピーやシャルル同様の体系だが、戦闘時はエドラスでの姿に戻る。
レヴィ・マクガーデン
声 - 伊瀬茉莉也
チーム「シャドウ・ギア」のリーダーである女性。
ジュビア・ロクサー
声 - 中原麻衣
「幽鬼の支配者」から移籍してきた女性。別名「大海のジュビア」。
ミラジェーン・ストラウス
声 - 小野涼子
「妖精の尻尾」の看板娘。変身魔法の使い手で、元は「魔人」と恐れられたS級魔導士。
エルフマン・ストラウス
声 - 安元洋貴
ミラジェーンの弟。別名「ビーストアームのエルフマン」。
リサーナ・ストラウス
声 - 櫻井浩美
ミラジェーンとリサーナの妹。ナツとは幼少期から仲がいい。
カナ・アルベローナ
声 - 喜多村英梨
酒好きで、男勝りな性格の女性。実力は高い方である。
ロキ
声 - 岸尾だいすけ
眼鏡をかけた美青年だが、正体は「獅子宮のレオ」。

### オリジナルキャラクター
イーリス
声 - 東山奈央
不思議な雰囲気を持つ魔導師の少女。水色のツインテールで、角みたいなカチューシャを着けている。
無口であまり語ることのないクールな性格だが、本来は優しい性格。正体は人造ドラゴンスレイヤーであり、仮面魔導士（声 - 佐藤正治）をパパと呼んでいた。

## 主題歌
「キズナだろー!!」
歌：ナツ・ドラグニル（声 - 柿原徹也） / 作詞：松井五郎 / 作曲・編曲：藤沢健至
※「アニメ FAIRY TAIL キャラクターソングアルバム 2 キズナだろー!!」で収録